# Jean-Louis Guillermou
Ne doit pas être confondu avec Jean-Sébastien Guillermou.
Jean-Louis Guillermou, né le 28 août 1946 à Paris, est un réalisateur et scénariste français.

## Biographie
Jean-Louis Guillermou, fils d'Alain Guillermou, a étudié le droit et le journalisme avant de travailler à l'ORTF. Il a réalisé ensuite quelques spots publicitaires et un premier long métrage en 1976.  
Il a également consacré plusieurs films à des compositeurs célèbres. 

## Filmographie

### Comme réalisateur et scénariste
- 1976 : Deux cloches dans la neige (ru) (aussi acteur)
- 1989 : La Messe en si mineur
- 1990 : Le Petit Prince
- 2003 : Il était une fois Jean-Sébastien Bach
- 2004 :Jean-Paul II : Les Grands voyages en France
- 2006 : Antonio Vivaldi, un prince à Venise
- 2011 : Celles qui aimaient Richard Wagner